# NGC 1843
NGC 1843 est une galaxie spirale intermédiaire située dans la constellation d'Orion. NGC 1843 a été découverte par l'astronome français Édouard Stephan en 1877.

## Caractéristiques
Sa vitesse par rapport au fond diffus cosmologique est de 2 615 ± 5 km/s, ce qui correspond à une distance de Hubble de 38,6 ± 2,7 Mpc (∼126 millions d'al).
À ce jour, quatre mesures non basées sur le décalage vers le rouge (redshift) donnent une distance de 32,450 ± 0,173 Mpc (∼106 millions d'al), ce qui à l'extérieur des valeurs de la distance de Hubble. Notons que c'est avec la valeur moyenne des mesures indépendantes, lorsqu'elles existent, que la base de données NASA/IPAC calcule le diamètre d'une galaxie et qu'en conséquence le diamètre de NGC 1843 pourrait être d'environ 25,7 kpc (∼83 800 al) si on utilisait la distance de Hubble pour le calculer.
La classe de luminosité de NGC 1843 est III-IV et elle présente une large raie HI.
En raison d'une brillance de surface égale à 14,08 mag/am2, on peut qualifier NGC 1843 de galaxie à faible brillance de surface (LSB en anglais pour low surface brightness). Les galaxies LSB sont des galaxies diffuses (D) avec une brillance de surface inférieure de moins d'une magnitude à celle du ciel nocturne ambiant.

## Supernova
La supernova SN 2015be a été découverte le 6 décembre 2015 par une équipe d'astronomes dans le cadre du programme LOSS (Lick Observatory Supernova Search) de l'observatoire Lick. Cette supernova était de type IIP.